# François Sweerts
François Sweerts (parfois Pierre François, sous sa forme latinisée Franciscus Sweertius), né en 1567 à Anvers et mort à Anvers en 1629, est un historien et un épigraphiste belge.

## Biographie
Son père, François Sweerts, est un marchand de tapisseries. C'est aussi l'un des aumôniers d'Anvers. Sa mère se nomme Gertrude van Os.
Ses premiers maîtres sont Cornellis de Corte ou Curtius et Guillaume Fabius, Théodore Dussenius, et Hubert Waelrans (pour la musique). Il lui apprennent le grec et le latin. Devenu marchand, François Sweerts demeure en relation avec Juste Lipse, André et Gaspar Schott, Van de Putte ; Daniel Heinsius, Joseph Juste Scaliger, Dominique Baud ou Baudius, Casaubon  etc.
En 1597. il se marie avec Susanne van Erpe, qui lui donne six enfants. Dans les années qui suivent, il  publie de nombreux recueils souvent des annales, des vers d'amis, des inscriptions mortuaires ou privées (Monumenta Sepulcralia & Inscriptiones publicæ privatæ), des portraits d'Ortelius... ainsi qu'une  « Athenæ Belgicæ » de tout première importance pour l'histoire de son temps. Valère André l'accuse à ce propos d'avoir copié sa propre Bibliothèque Belge (de 1623). Ses relevés d'inscriptions disparues sont également de précieux documents pour l'histoire de la Belgique. Il est enterré à Saint Georges, dans le caveau où repose son père et sa fille morte jeune, Françoise Sweerts (décédée en 1612).

## Ses œuvres

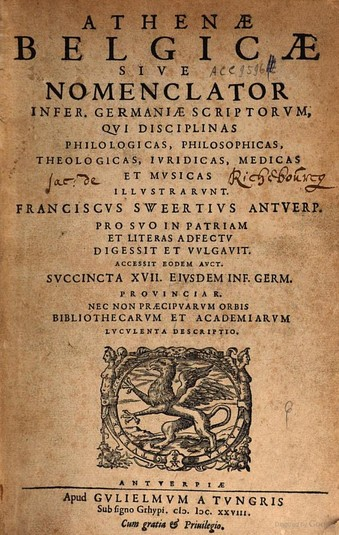
Athenæ Belgicæ, sive Nomenclator Infer (1628)

- Lacrymæ in obitum Clarissimi Viri Abrahami OrtelI, Un recueil de Poésies à la gloire  d'Ortelius (1601) François Sweerts recueille, sous ce titre, tous les éloges funèbres composés en l'honneur du grand géographe flamand.
- Belgii totius Descriptio. Des cartes de la Belgique éditées par  Jean-Baptiste Vrient (Vrientius). (1603)
- Ex antiquis Numismatibus Abrahami OrtelI, un recueil de portraits tirés d'Ortelius (1612).
- Monumenta Sepulcralia & Inscriptiones publicæ privatæ ; diverses inscriptions détruites pendant les troubles du XVIe siècle (1613)
- Un recueil de poème de Juste de Rycke. publié à Louvain en 1614.
- Rerum Belgicarum Annales, diverses annales d'anonymes (1620)
- Clarissimi Viri Justi LipsI Musæ errantes. Un recueil de vers de Juste Lipse (1621)
- Selectæ Christiani Orbis Deliciæ, un recueil d'épitaphes (1625).
- Athenæ Belgicæ, sive Nomenclator Infer (1628).